# Crocodile (spoorwegen)

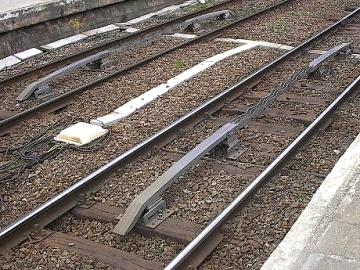
Krokodillen, metalen constructies, in de sporen 3 en 4 van station Luik-Guillemins

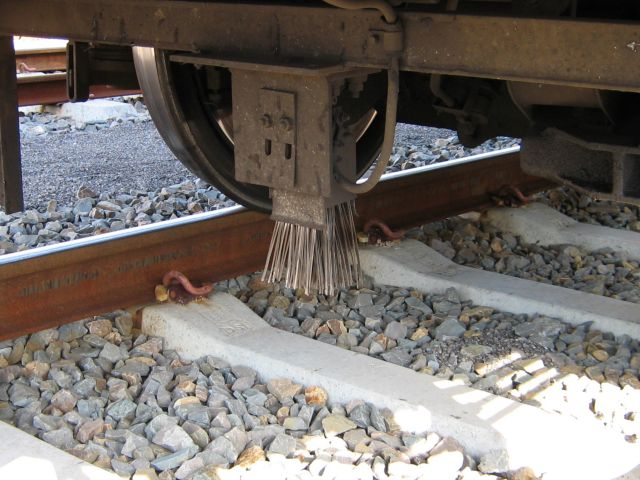
De borstel onder een locomotief die contact maakt met de krokodil

Crocodille of  krokodil, ook bekend als memor, is een treinbeïnvloedingssysteem dat in gebruik is in Frankrijk, Luxemburg, en op twee Belgisch-Nederlandse grensbaanvakken. In België mag het sinds december 2016 niet meer gebruikt worden als alleenstaand systeem, maar alleen nog bijkomend bij modernere systemen zoals TBL of ETCS. De benaming crocodile of krokodil is ontleend aan de vorm van het meest zichtbare deel van de baanapparatuur, een stalen constructie in het spoor die enigszins op een krokodil lijkt.
Het systeem Memor dateert uit 1930. Op de Belgisch-Nederlandse grensbaanvakken Essen – Roosendaal en Wezet (Visé) – Maastricht is het in 2010 in dienst genomen, nadat in 2004 was besloten het te installeren.

## Functie
Memor is een systeem dat de waakzaamheid van de treinbestuurder controleert bij een snelheidsbeperkend sein. Memor bewaakt geen maximumsnelheid en het bewaakt evenmin het stoppen voor een rood sein.

## Werking
Bij een sein is een krokodil aangebracht, die ten opzichte van de rails een elektrische spanning voert. De polariteit van deze spanning kan positief of negatief zijn, de spanning kan ook gelijk zijn aan die van de rails. Bij het passeren maakt de metalen Teloc-borstel onder de trein contact met de krokodil en geeft de spanning door aan de treinapparatuur, die de spanning meet.
- Bij een groen sein is spanning van de krokodil negatief en klinkt er bij passage bij de cabine een gong of gaat er een blauwe of witte lamp branden, afhankelijk van de uitvoering van de treinapparatuur.
- Bij een geel of ander snelheidsbeperkend sein is de polariteit positief. De treinbestuurder of machinist wordt dan opgedragen een 'kwiteerknop' in te drukken. Doet hij dat niet, dan gaat er een gele lamp knipperen. Als reactie dan alsnog uitblijft volgt na vier seconden een noodremming.
- Bij een rood sein voert de krokodil geen spanning en is er in de trein niets te merken.

## Tijdelijke krokodillen
Bij werkzaamheden aan het spoor worden soms ook tijdelijke krokodillen geplaatst die een signaal doorgeven dat de snelheid verminderd moet worden, dit ter ondersteuning van BTS-signalisatie (tijdelijke borden die een tijdelijk aangepaste snelheid aangeven).

## Proefkrokodillen
Op verschillende plaatsen langs het Belgische spoorwegnet staan proefkrokodillen opgesteld, die altijd een positieve spanning voeren.
De proefkrokodillen zijn iets lager geplaatst, hierdoor zal de treinbestuurder makkelijk een bijna versleten borstel opmerken vermits deze dan geen contact maakt met de krokodil. Bij passage moet de treinbestuurder dus steeds reageren.